# Aspilapteryx filifera
Aspilapteryx filifera là một loài bướm đêm thuộc họ Gracillariidae. Nó được tìm thấy ở Namibia và Nam Phi.